# Dieser eine Augenblick
Dieser eine Augenblick (Originaltitel Wish You Were Here) ist ein romantisches Filmdrama und das Regiedebüt von Julia Stiles. Der Film mit Isabelle Fuhrman, Mena Massoud, Gabby Kono-Abdy, Jimmy Fails, Jennifer Grey und Kelsey Grammer in den Hauptrollen basiert auf dem gleichnamigen Roman von Renée Carlino und kam Mitte Januar 2025 in die US-Kinos.

## Handlung
Nach einem One-Night-Stand mit einem Mann, der unheilbar krank ist, fühlt sich eine Frau verpflichtet, ihm zu helfen, die letzten Tage seines Lebens in vollen Zügen zu genießen.

## Literarische Vorlage
Der Film basiert auf dem Roman Wish You Were Here von Renée Carlino aus dem Jahr 2017. In dem Roman sucht die ziellose Charlotte nach etwas, das ihrem Leben neuen Schwung und einen Sinn gibt. Nach einem One-Night-Stand mit dem gutaussehenden und geheimnisvollen Maler Adam beginnt sich ihr Leben zu ändern. Carlino ist auch als Drehbuchautorin tätig. Zu ihren bekannteren Roman gehören Sweet Thing, Nowhere But Here, After the Rain, Before We Were Strangers und Swear on This Life.

## Produktion

### Filmstab und Besetzung
Der Film markiert das Regiedebüt der Schauspielerin Julia Stiles. Sie schrieb auch das auf Carlinos Roman basierende Drehbuch. Die Film- und Theaterschauspielerin ist aus Filmen wie Das Omen, 10 Dinge, die ich an Dir hasse und Silver Linings und für die Rolle der Lumen Ann Pierce in der Fernsehserie Dexter bekannt.
In den Hauptrollen sind Isabelle Fuhrman als Charlotte, Mena Massoud als Adam, Gabby Kono-Abdy als Helen, Jimmy Fails als Seth und Jennifer Grey und Kelsey Grammer als Mom und Dad zu sehen. Jane Stiles, die Schwester der Regisseurin, spielt Stacy. Das Casting übernahmen Patricia DiCerto	und Rita Powers.

### Filmmusik und Veröffentlichung
Die Filmmusik komponierten die Singer-Songwriterin Vanessa Carlton und John McCauley von der Rockband Deer Tick. Das Soundtrack-Album mit insgesamt 15 Musikstücken wurden Mitte April 2025 von Filmtrax/Atlantic Screen Music als Download veröffentlicht.
Der Film kam am 17. Januar 2025 in die US-Kinos und soll am 4. Februar 2025 als Video-on-Demand veröffentlicht werden. Im April 2025 sind Vorstellungen beim Miami Film Festival geplant.

## Altersfreigabe und Kritiken
In den USA wurde der Film PG-13 eingestuft. In Deutschland wurde der Film von der FSK ab 12 Jahren freigegeben.
Die Kritiken fielen gemischt aus.